# Kąkolówka

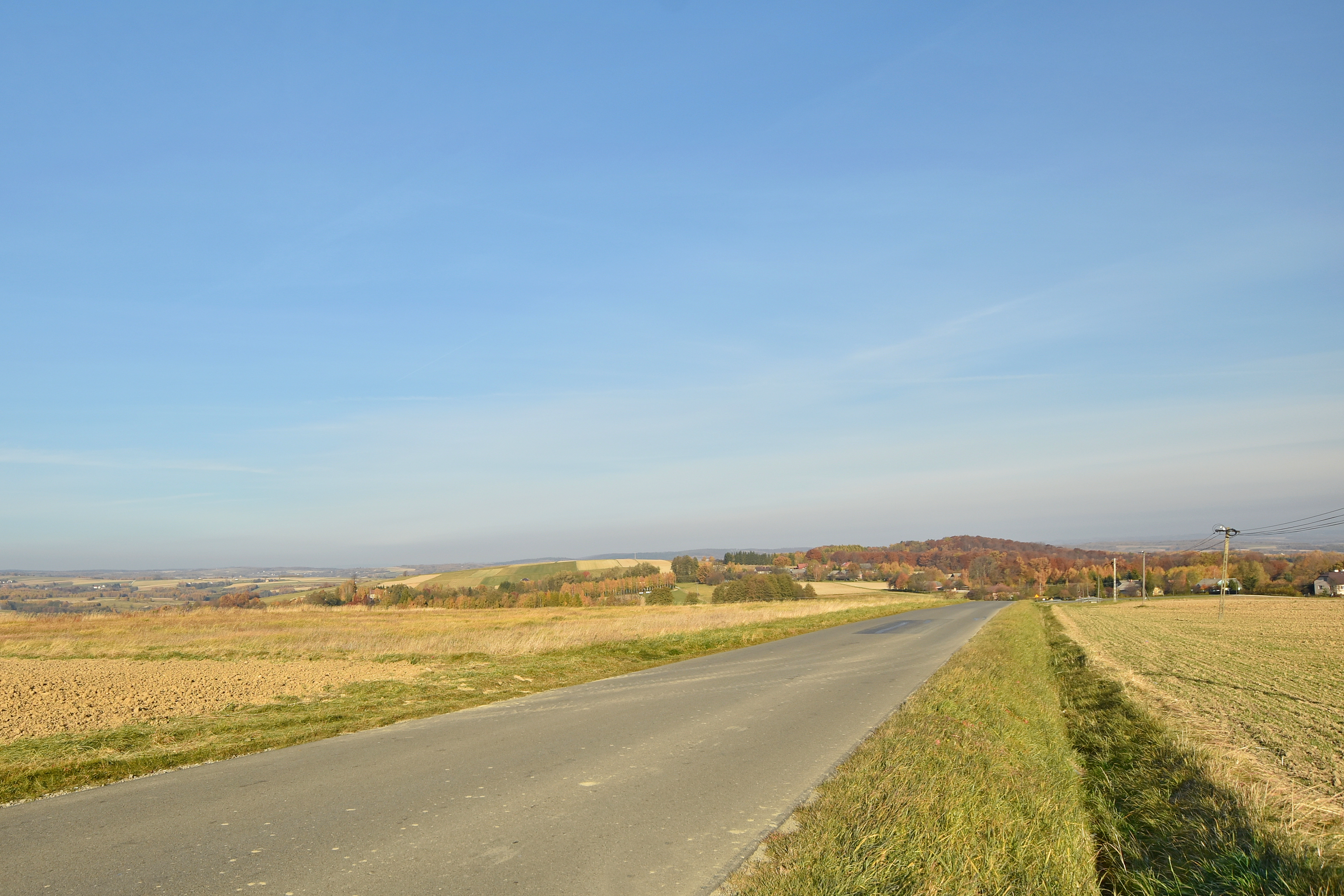
Widok na wieś

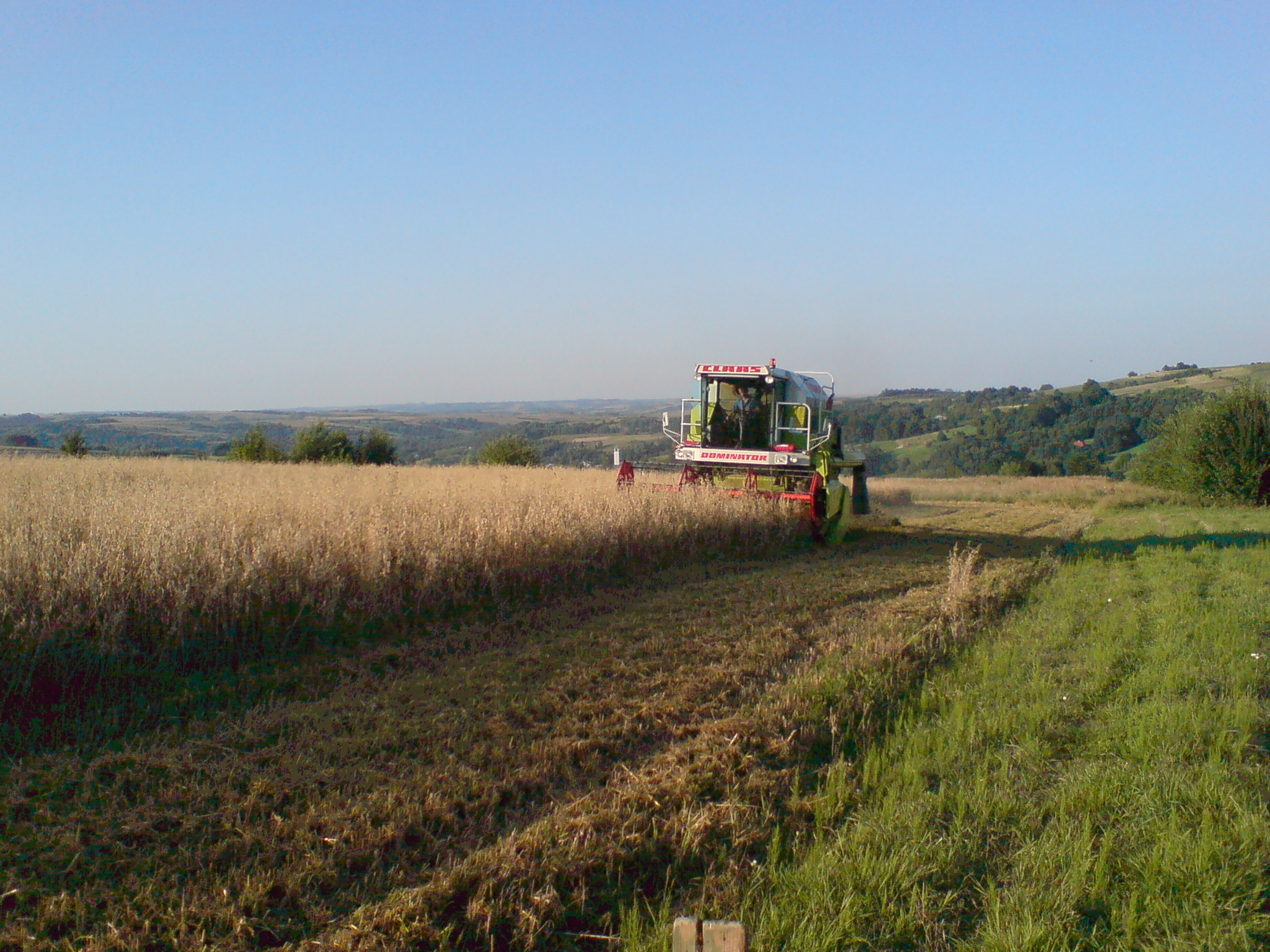
Kąkolówka – żniwa

Kąkolówka – wieś w Polsce położona w województwie podkarpackim, w powiecie rzeszowskim, w gminie Błażowa.
W latach 1954–1968 wieś należała i była siedzibą władz gromady Kąkolówka, po jej zniesieniu w gromadzie Białka. W latach 1975–1998 miejscowość administracyjnie należała do województwa rzeszowskiego.

## Części wsi
| SIMC    | Nazwa           | Rodzaj    |
| ------- | --------------- | --------- |
| 0644217 | Baranówka       | część wsi |
| 0644223 | Dół             | część wsi |
| 0644230 | Dział           | część wsi |
| 0644246 | Folwark         | część wsi |
| 0644252 | Głębokie        | część wsi |
| 0644269 | Nawsie          | część wsi |
| 0644275 | Nowiny          | część wsi |
| 0644281 | Środek          | część wsi |
| 0644298 | Ujazdy          | część wsi |
| 0644306 | Wola Kąkolowska | część wsi |

## Historia wsi
Kąkolówka znajduje się 30 km na południe od stolicy województwa podkarpackiego – Rzeszowa. Wchodzi w skład Gminy Błażowa i jest jej jedną z najstarszych wsi. Wieś została założona w 1429 roku, o czym świadczy zachowany dokument lokacyjny. Nazwa wsi pochodzi od jej założyciela Stanisława Kąkola, który otrzymał pozwolenie na lokację wsi od pana włości błażowskich Piotra Lunaka Kmity. Kąkolówka była lokowana na prawie niemieckim i powstała na tzw. “surowym korzeniu”, otrzymała również okres 20-letniej wolnizny. Wieś powstała po obu stronach potoku Biała i Denówka, obejmując między innymi tereny późniejszej powstałej wsi Białka. Kąkolówka liczyła wówczas 50 łanów. Władzę we wsi sprawował sołtys. Do nowo lokowanej wioski przynależeć też miała „dzika osada” Denówka, prawdopodobnie pierwotna przedlokacyjna wieś, po której pozostała nazwa łąk w Nawsiu. Najstarszą częścią miejscowości poza wspomnianymi Denówkami jest Nawsie. Nawsie w dawnych wiekach oznaczało centrum, środek. Stała tam zapewne karczma, gdzie zbierała się ława wiejska, na zewnątrz na placu znajdował się pręgierz, przy którym wymierzano sprawiedliwość. W późniejszym czasie zagospodarowano, tzn. wykarczowano las i zasiedlono przysiółki Wola oraz Nowiny. Nowiny prawdopodobnie powstały po Woli, po założeniu folwarku pańskiego. Najmłodszy przysiółek to właśnie Folwark powstały po rozsprzedaniu gruntów drugiego folwarku pańskiego na przełomie XIX i XX wieku. Proces ten rozpoczęli państwo Nowakowie z Sanoka, którzy byli właścicielami Kąkolówki w 90. latach XIX wieku. W XV wieku Kąkolówka była co najmniej cztery razy zastawiana przez swych właścicieli, Kmitów Denowskich, którzy tym sposobem zdobywali potrzebne pieniądze. Za każdym razem była pośpiesznie wykupowana z obcych rąk, co może świadczyć o tym, iż wieś była bogata i zasobna, przedstawiała dużą wartość. Do bogactw tej wsi należał miód. Dokument lokacji, i prawie każdy następny, mówi o miodonośnym obszarze, jak i barciach. Znajdowały się tu też trzy stawy rybne, a ryb nie brakowało również w rzekach i potokach. Do XX wieku Kąkolówka należała do parafii Błażowej, miała też takich samych właścicieli, ponieważ wchodziła w skład klucza błażowskiego. W XV i XVI wieku właścicielami byli Kmitowie i Rzeszowscy. Potem Kąkolówka należała do Węgrów: Tekelyego i Wesselenyniego, a od XVIII wieku należała kolejno do Lubomirskich, Flemmingów i w końcu do Skrzyńskich (Zdzisław Skrzyński). Ostatnim właścicielem Kąkolówki był Żyd Silber.
Wieś leżała na pograniczu polsko-ruskim stykała się z różnym elementem etnicznym, była widownią częstych walk, celem najazdów i terenem kolonizacji. Charakter dzisiejszej wsi, jak i zachowane wzmianki z XV wieku czy Księgi Wiejskiej z XVI i XVIII wieku świadczą o tym, iż przeważał element polski. Według memoriału wydanego dla potrzeb wydziału krajowego w 1881 roku istniało tu ponad 140 warsztatów tkackich. Wyroby tutejszych tkaczy cieszyły się zasłużoną sławą nie tylko w Galicji. Tkacze używali po części przędzy, której dostarczali z okolic Błażowej. Wkrótce okazał się, że tak wyeksploatowano tutejszą glebę, iż uprawa lnu stała się mało opłacalna. Sięgnięto wówczas po sprowadzaną ze Śląska przędze fabryczną lub wytwarzaną ręcznie w Gródku. Swoje wyroby tkacze sprzedawali na okolicznych targach, a także w Krakowie, Lwowie i Multanach. Kupcy szybko zorientowali się jak chodliwym towarem stały się wyroby tutejszych tkaczy. Aby uzyskać lepszą cenę sprzedawali je często w Galicji jako wyroby rumuńskie czy tureckie. Mieszkańcy wsi zajmowali się również uprawą roli. Nie było to zajęcie łatwe ze względu na górzysty teren, ciężka gliniasta glebę i prymitywne narzędzia, jakimi dysponowała ludność w tamtych wiekach. Od wczesnej wiosny przygotowywano glebę pod jare wysiewy, doglądano pól z oziminą przed dziką zwierzyną, później żęto i suszono trawy w małych szopkach tzw. „wiązaniach”, bielono płótna tkane zimą. Lato i jesień to okres zbierania całorocznych plonów, przygotowywania zimowych zapasów, późną jesienią i zimą kiszono kapustę, młócono, przędzono, tkano płótna lniane i konopne, polowano na sarny i inną dziką zwierzynę, na co zezwalał chłopom przywilej lokacyjny. Rzadko uprawianymi zbożami w wiekach: XV–XVIII były: jęczmień, żyto owies, pszenica. Pozostałe uprawy to hreczka, proso, rzepa, groch, kapusta, marchew, a z pewnością również buraki. Wymienione rośliny stanowiły podstawę pożywienia w postaci potraw mącznych, kasz, gotowanego grochu, kapusty, rzepy. Omastę stanowiły oleje lniane i konopne, których w wyrobie specjalizowali się rzemieślnicy z Baryczy, a w okresie zimowym – słonina i sadło. Nabiału spożywano mało, i to głównie w lecie ze względu na bardzo słabą mleczność hodowanych zwierząt. Drób trzymano w zagrodach w bardzo małych ilościach: od 2 do 6 kur, 2–3 gęsi, stąd jajka, jak i mięso z drobiu nie mogły odgrywać poważnej roli w codziennym jadłospisie. Dietę tako uzupełniano mięsem wieprzowym, ponieważ powszechna była hodowla świń. Pamiętać jednak należy, że świnie te żywiono głównie trawą, żołędziami, rzepą, plewami, latem pasione nie osiągały wagi nawet zbliżonej do dzisiejszej. Śledząc informacje zawarte w dostępnych nam dokumentach możemy zorientować się jakimi narzędziami dysponowali mieszkańcy Kąkolówki w XVII czy XVIII wieku. Najczęściej spotykamy w gospodarstwach tego okresu: drewniany pług zwykle z żelaznym okuciem, drewniane brony, motykę, siekierę, ryl, skrzynię z rzezaniem (prymitywna sieczkarnia), bardzo rzadko – kosę, sierp. Do gospodarskich sprzętów zaliczyć jeszcze należy: sita, dzieże, karcze na kapustę, bierki, niecki, wozy. Narzędzia rolnicze, jak i inne sprzęty domowego użytku wyrabiali wiejscy rzemieślnicy. Wśród rzemiosł wiejskich najbardziej liczącą się i dochodowa profesją było młynarstwo. Już akt lokacji mówi o dwóch młynach istniejących we wsi. Źródła z roku 1515 wymieniają tylko jeden zdewastowany młyn, a w roku 1589 znów mowa jest o dwóch. Po najrozmaitszych kataklizmach, najazdach, wieś szybko odbudowywała swoje domostwa i zabudowania. Oprócz młynów i młynarzy już w 1429 roku istniały we wsi dwie rzeźnie, tkacz, szewc, krawiec i wielu innych rzemieślników, wymienianych w różnych dokumentach. Rzemieślnicy ci zaspokajali prawie wszystkie potrzeby chłopów. Niestety wyroby kołodziejów, tkaczy, cieśli, bednarzy, garncarzy, kowali i innych nie przetrwały do dziś poza nielicznymi okazami z okresu dużo późniejszego.

## Religia
Kościół rzymskokatolicki:
- Parafia Matki Bożej Szkaplerznej w Kąkolówce

## Osoby związane z Kąkolówką
- ks. Roman Kostikow
- ks. bp Marek Mendyk
- mjr Albin Fleszar ps. Satyr
- dr hab. Stanisław Płaza